# Linkin Park
I Linkin Park sono un gruppo musicale rock alternativo statunitense formatosi a Los Angeles nel 1996.
La formazione è composta, dal 2024, da Emily Armstrong (voce), Mike Shinoda (voce, tastiera e chitarra), Brad Delson (chitarra), Phoenix (basso), Colin Brittain (batteria) e Joe Hahn (giradischi, campionatore). Chester Bennington è stato la voce principale del gruppo dal 1999 sino alla sua scomparsa nel 2017, mentre il batterista Rob Bourdon ha abbandonato l'organico nel 2024.
Si tratta di uno dei gruppi di maggior successo commerciale degli anni 2000 e 2010, avendo venduto oltre 100 milioni di copie dei loro dischi nel mondo, di cui 70 per gli album.
Nei primi anni di carriera il gruppo ha contribuito al successo del genere nu metal, proponendo tuttavia nel proprio stile una versione più orecchiabile di tale genere e pertanto sono stati spesso accostati al pop. I Linkin Park hanno vinto numerosi premi, tra cui due Grammy Award. I loro album sono stati certificati più volte disco d'oro e di platino negli Stati Uniti d'America, e il loro album d'esordio Hybrid Theory è stato certificato disco di diamante nello stesso paese per aver venduto oltre 12 milioni di copie. Nel 2003 sono stati nominati da MTV come sesto gruppo più grande di sempre.

## Storia

### Primi anni (1996-1999)

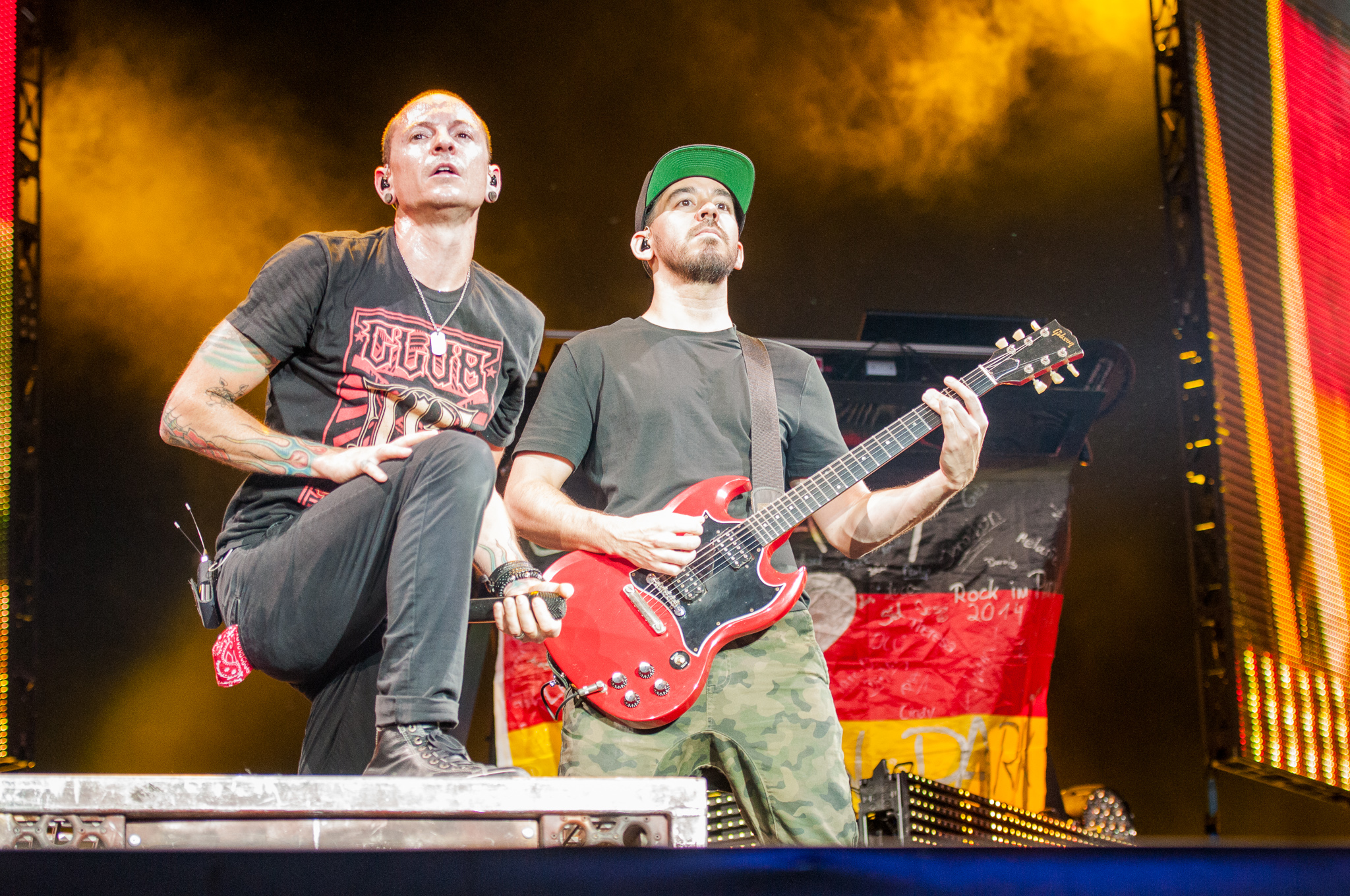
Chester Bennington (sinistra) e Mike Shinoda (destra), i due frontman del gruppo

Nel 1996 il rapper e polistrumentista Mike Shinoda e il cantante Mark Wakefield, entrambi ex-studenti di liceo di Agoura Hills, formarono gli Xero, incidendo i primi demo agli inizi dell'anno seguente. Proprio nel 1997 entrarono in formazione anche il chitarrista Brad Delson, il batterista Rob Bourdon e il bassista Dave Garrett, tutti componenti dei Relative Degree (gruppo attivo nel 1995 e di cui fece parte anche Wakefield). All'università Delson divenne amico del bassista Phoenix, membro dei Tasty Snax insieme a Mark Fiore (futuro curatore della videografia dei Linkin Park), mentre all'Art Center College of Design di Pasadena, Shinoda incontrò Joe Hahn.
Con l'ingresso in formazione di Phoenix (al posto di Garrett) e Hahn, nel 1997 gli Xero incisero ulteriori demo, senza tuttavia incontrare il favore delle etichette discografiche (furono ben 43 le volte che le etichette si rifiutarono di scritturare il gruppo). Nel corso del 1998 adottarono il nome Xero 818 e tennero alcuni concerti in vari locali di Los Angeles, oltre a registrare altri demo contenenti brani successivamente lavorati per il futuro album di debutto del 2000. Nel dicembre 1998 Wakefield abbandonò il gruppo su decisione del loro manager Jeff Blue, che ritenne pessime le sue prestazioni vocali durante i vari showcase per le etichette.
A tal punto Shinoda decise di aprire le audizioni per cercare un sostituto di Wakefield. Un addetto di Blue, Scott Harrington, consigliò a quest'ultimo e a Delson di reclutare Chester Bennington, di Phoenix (Arizona) e cantante del gruppo grunge Grey Daze tra il 1993 e il 1998. Blue contattò Bennington nel giorno del compleanno di quest'ultimo, inviandogli successivamente un demo degli Xero e la corrispettiva versione strumentale affinché registrasse le proprie parti vocali. Dopo aver completato le registrazioni, Bennington contattò Shinoda al telefono, il quale apprezzò l'esecuzione e lo invitò a Los Angeles a prendere parte alle audizioni. Bennington entrò pertanto nel gruppo.
Poco tempo dopo anche Phoenix lasciò gli Xero per tornare nei Tasty Snax (che cambiarono nome in The Snax) e fu rimpiazzato da Kyle Christener. Completata così la formazione, il gruppo, che cambiò nome in Hybrid Theory, realizzò nel 1999 l'EP omonimo, distribuito dalla Mix Media Entertainment in sole mille copie. Nello stesso anno vi furono anche i primi concerti del gruppo con Bennington, il primo dei quali svoltosi al Whisky a Go Go di Los Angeles. Grazie a Blue e al loro primo EP, il gruppo firmò per la Warner Bros. Records e incisero nuovi demo come base di partenza per l'album di debutto. Nel corso del 2000, tuttavia, si trovarono costretti a cambiare nome: dopo varie proposte al riguardo, come Plear e Platinum Lotus Foundation, Bennington suggerì il nome Lincoln Park, da una zona di Santa Monica (ora Christine Reed Park) dove passava in auto durante le registrazioni del primo album. Il cantante pensò che esistessero tante Lincoln Park negli Stati Uniti d'America e pertanto dovunque avessero suonato sarebbero diventati, per i loro futuri fan, un gruppo locale. Per pochi mesi utilizzarono il nome Lincoln Park, ma quando decisero di registrare un proprio dominio Internet, scoprirono che lincolnpark.com era già esistente. Poiché non potevano permettersi di acquistarlo, ne accorciarono la grafia da Lincoln a Linkin e comprarono così il dominio linkinpark.com. Intorno allo stesso periodo Christener venne sostituito nei concerti da Scott Koziol, successivamente apparso nel video del singolo di debutto One Step Closer.

### Hybrid TheoryeReanimation(2000-2002)

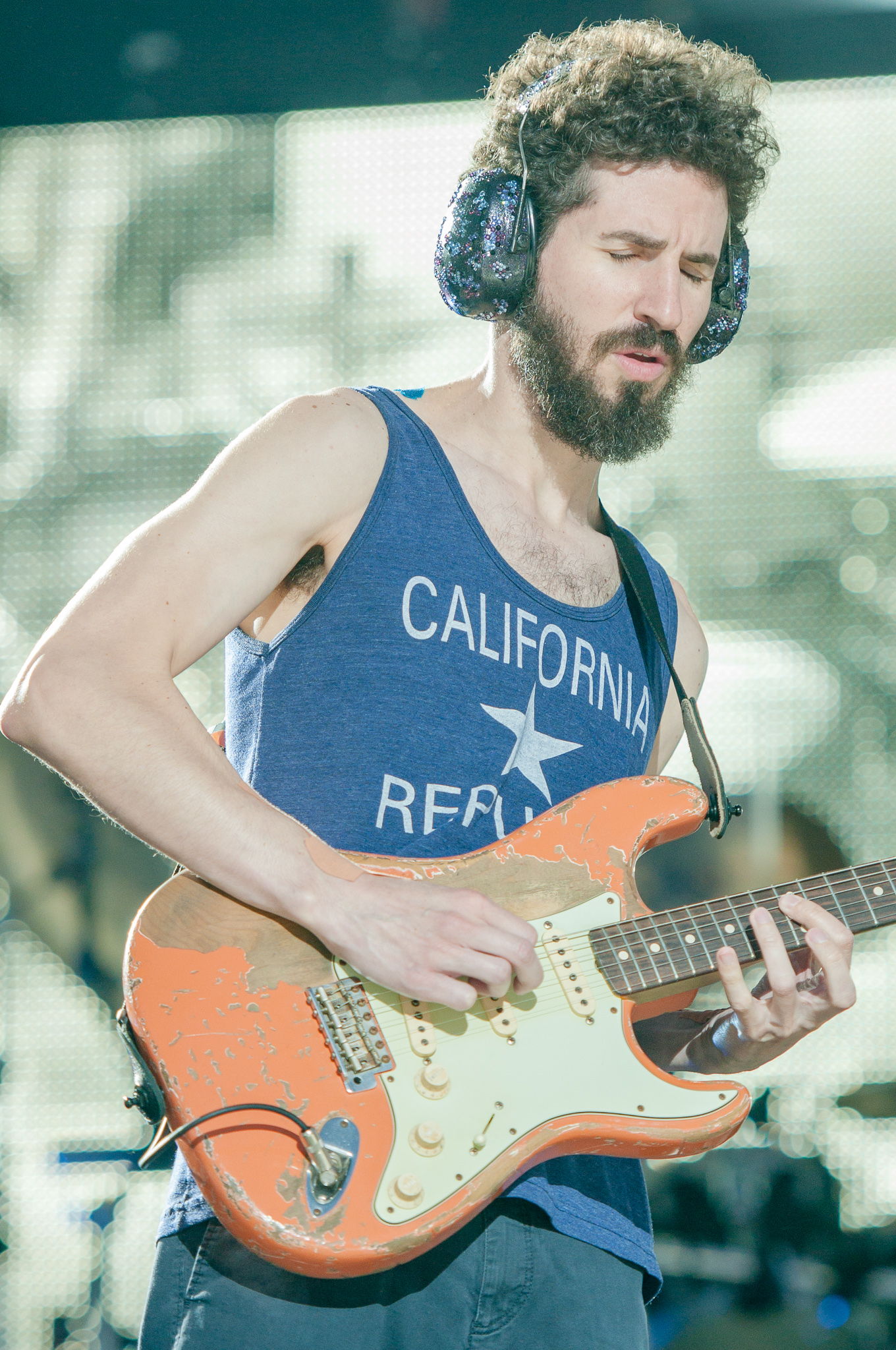
Brad Delson

Il 24 ottobre 2000 venne pubblicato l'album di debutto Hybrid Theory, prodotto da Don Gilmore e anticipato il 28 settembre dal singolo di debutto One Step Closer. Il disco ha venduto oltre 30 milioni di copie e le sue sonorità risultano influenzate da gruppi come Deftones, Nine Inch Nails, Depeche Mode e The Roots. In seguito allo scioglimento dei The Snax, agli inizi di novembre Phoenix ritornò nel gruppo, sostituendo Koziol.
Il gruppo sostenne il suo primo grande concerto il 17 dicembre 2000, per conto del programma KROQ Acoustic Christmas. Per l'occasione, Shinoda scrisse il brano inedito My December, inserito nell'album natalizio di Kevin & Bean (coppia di DJ dell'emittente radiofonica KROQ) e come lato B dell'edizione 10" di One Step Closer, oltre anche all'edizione speciale di Hybrid Theory del 2002.
Tra maggio e giugno 2001 vennero pubblicati i singoli Crawling e Papercut, dopodiché i Linkin Park presero parte all'Ozzfest insieme a Black Sabbath, Marilyn Manson, Slipknot e Black Label Society. Verso la fine del 2001 venne pubblicato il singolo In the End, brano tra i più quotati di quell'anno nonché il più famoso del gruppo, tanto da essere considerato dai musicisti stessi il loro "cavallo di battaglia". Il video musicale, codiretto da Nathan "Karma" Cox e dal DJ del gruppo Joe Hahn, venne premiato come miglior video rock agli MTV Video Music Awards 2002, grazie anche all'ausilio della computer grafica. Il 21 novembre 2001 uscì il loro primo album video, Frat Party at the Pankake Festival, contenente tutti i videoclip fino ad allora pubblicati dal gruppo e un documentario del tour promozionale per Hybrid Theory. In alcuni file si potevano anche trovare video nascosti: in uno di questi era suonata nel 1999 la prima versione di A Place for My Head, intitolata Esaul.
All'inizio del 2002 il gruppo creò il tour Projekt Revolution, alla cui prima edizione parteciparono Adema, Cypress Hill, The Apex Theory e DJ Z-Trip. Nello stesso anno Mike Shinoda e Joe Hahn collaborarono con gli X-Ecutioners alla realizzazione del brano It's Goin' Down. Durante il lunghissimo tour decisero di registrare un nuovo album, perciò portarono la maggior parte degli strumenti sul proprio tour bus e Shinoda decise di produrre una raccolta di remix. All'inizio l'idea era quella di remixare due brani per un EP ma, incoraggiato da Joe Hahn e da Brad Delson, optò per un album con 20 tracce. Così il 30 luglio 2002 uscì Reanimation, contenente i remix di tutti i brani di Hybrid Theory più quelli di My December e di High Voltage e che vendette oltre 3 400 000 copie. Dalla sua lista tracce Shinoda scartò tre rifacimenti di Points of Authority, By Myself e My December, rispettivamente dei The Crystal Method, di Marilyn Manson e dei Team Sleep. Alla realizzazione dell'album collaborarono anche Motion Man, KutMasta Kurt, Chali 2na dei Jurassic 5, Stephen Richards dei Taproot, Kelli Ali degli Sneaker Pimps, Aaron Lewis degli Staind, gli Humble Brothers, Jonathan Davis dei Korn, Black Thought dei The Roots, Aceyalone, Pharoahe Monch, gli X-Ecutioners e Jay Gordon degli Orgy. Quest'ultimo realizzò l'unico singolo estratto dall'album, Pts.of.Athrty, il cui video venne realizzato completamente in computer grafica e presentava una fazione di alieni in guerra con una di robot. Nello stesso periodo il loro singolo Crawling vinse un Grammy Award alla miglior interpretazione hard rock, mentre agli MTV Europe Music Awards del 2002, i Linkin Park vennero premiati per la prima volta come miglior gruppo rock grazie a In the End.

### Meteora(2003-2004)

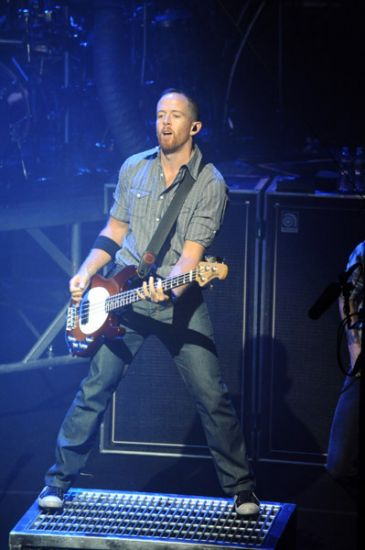
Phoenix

Già a metà del 2002 il gruppo registrò alcuni nuovi brani per un secondo album in studio, il cui titolo rimase segreto fino a dicembre. Quando venne rivelato, il gruppo asserì di essersi ispirato a Meteora, una serie di monasteri su formazioni rocciose in Grecia, di cui vennero a sapere su una rivista di viaggi:
(Brad Delson)
 Poco prima della sua pubblicazione, il gruppo organizzò l'LP Underground Tour, un breve tour riservato esclusivamente ai membri del fan club, iniziato a Milano il 23 febbraio e conclusosi a Los Angeles il 25 marzo.
L'album, intitolato Meteora e pubblicato il 25 marzo 2003, ha venduto circa 16 milioni di copie e il suo singolo di lancio, Somewhere I Belong, fu pubblicato tra buoni consensi pochi giorni prima l'uscita dell'album; il relativo videoclip, diretto da Joe Hahn, venne premiato come miglior video rock agli MTV Video Music Awards dello stesso anno. A produrre il disco sono stati Don Gilmore, produttore dell'album precedente, e i Linkin Park stessi. Durante la prima settimana di vendite, Meteora vendette circa 810 000 copie e debuttò al primo posto di Billboard. Forti delle vendite del loro secondo lavoro in studio, furono premiati come miglior gruppo rock anche ai World Music Award di quell'anno.
In seguito il gruppo partì per la seconda edizione del Projekt Revolution, insieme a Blindside, Mudvayne ed Xzibit. Al termine del tour uscì il secondo singolo Faint, accompagnato da un video diretto da Mark Romanek. In estate partirono per il Summer Sanitarium Tour 2003 insieme a Metallica, Limp Bizkit, Deftones e Mudvayne. Nel Regno Unito si esibirono anche al Reading Festival insieme ai blink-182, suonando davanti a 65.000 fan. Joe Hahn decise di girare a Praga i video per i singoli Numb e From the Inside. Il primo fu pubblicato nell'autunno del 2003 mentre il secondo uscì l'anno successivo. Bennington si ammalò prima che il video per Numb fosse completato, così il resto fu girato in una chiesa di Los Angeles.
Il 18 novembre 2003 i Linkin Park pubblicarono il loro primo album dal vivo, intitolato Live in Texas, che vendette circa 3 300 000 copie. Il disco contiene video e brani delle loro tappe del Summer Sanitarium Tour 2003 a Houston e Irving. A dicembre si esibirono nuovamente al KROQ Almost Acoustic Christmas dove, tra i 17 brani previsti, suonarono anche One Step Closer insieme a Sonny Sandoval dei P.O.D.. Nei primi mesi del 2004 prese il via il Meteora World Tour, a cui si associarono anche P.O.D., Hoobastank e Story of the Year. Nel frattempo uscì il video di From the Inside, seguito da un altro singolo, Breaking the Habit, diretto da Kazuto Nakazawa e Joe Hahn e premiato come migliore scelta dello spettatore agli MTV Video Music Awards 2004. Prima che esso uscisse come singolo, il brano Lying from You era stato già mandato in sola trasmissione radiofonica negli Stati Uniti d'America (ne è stato anche realizzato un videoclip in esclusiva per il mercato canadese, che mostrava l'esecuzione del brano presente in Live in Texas).
Sempre nel 2004 i Linkin Park organizzarono la terza edizione del Projekt Revolution, a cui presero parte nella prima fase Korn, Snoop Dogg, The Used, downset., Less Than Jake, e poi Ghostface Killah, Funeral for a Friend e M.O.P.. Anche DJ Z-Trip si unì al tour, per intrattenere il pubblico da una sezione all'altra. Il tour fu l'evento di maggior successo nel suo genere in quell'anno. Sempre nel 2004, in occasione degli annuali MTV Europe Music Awards, furono nuovamente premiati come miglior gruppo rock.

### Collaborazione con Jay-Z e progetti paralleli (2004-2006)

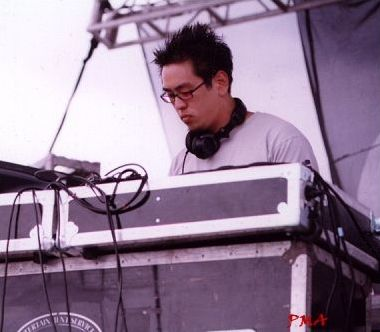
Joe Hahn

Nel mese di novembre 2004 il gruppo annunciò l'uscita del libro From the Inside: Linkin Park's Meteora, mentre il 30 novembre uscì un EP realizzato con la collaborazione del rapper Jay-Z, intitolato Collision Course. Il disco, che contiene sei brani costituiti da mash-up dei brani di Jay-Z con quelli dei Linkin Park, debuttò alla prima posizione della Billboard 200 e vendette oltre 4 600 000 copie in tutto il mondo; da esso vennero estratti Dirt Off Your Shoulder/Lying from You e Numb/Encore, quest'ultimo rimasto ininterrottamente nelle classifiche per sei mesi e vincitore il Grammy Award alla miglior collaborazione con un artista rap nel 2006.
All'inizio del 2005 il gruppo ha fondato l'ente benefico Music for Relief con l'obiettivo di aiutare le vittime colpite dal Terremoto e maremoto dell'Oceano Indiano del 2004. L'ente è stato promosso attraverso due concerti tenuti in quell'anno, tra cui il Live 8 a Filadelfia l'8 luglio dello stesso anno.
Il 4 marzo 2005 Shinoda ha annunciato in un'intervista con MTV che avrebbe lavorato a un album solista, descritto come «non prettamente hip hop ma neanche rock. Per i fan che apprezzano solamente il lato rock dei Linkin Park, spero vi piaccia, ma non si sa mai». In un'altra intervista Shinoda confermò che il disco sarebbe stato pubblicato sotto il nome Fort Minor. L'album, intitolato The Rising Tied. è stato pubblicato il 22 novembre 2005 e ha visto la partecipazione di artisti appartenenti alla scena rap e non, come Styles of Beyond, John Legend, Skylar Grey, Black Thought e Common. Nel mese di dicembre è stata pubblicata la raccolta rap metal Rock Phenomenon, prodotta da Shinoda e incisa da Roc Raida degli X-Ecutioners e da DJ Vlad.
Nello stesso periodo dell'annuncio dei Fort Minor, anche Bennington ha rivelato la creazione di un progetto parallelo rock alternativo denominato Snow White Tan (nome derivante da uno spezzone del brano di David Bowie Ziggy Stardust), successivamente divenuto Dead by Sunrise, a cui avrebbero collaborato Amir Derakh e Ryan Shuck dei Julien-K. L'album, intitolato Out of Ashes, sarebbe stato successivamente pubblicato quattro anni più tardi.

### Minutes to Midnight(2006-2009)

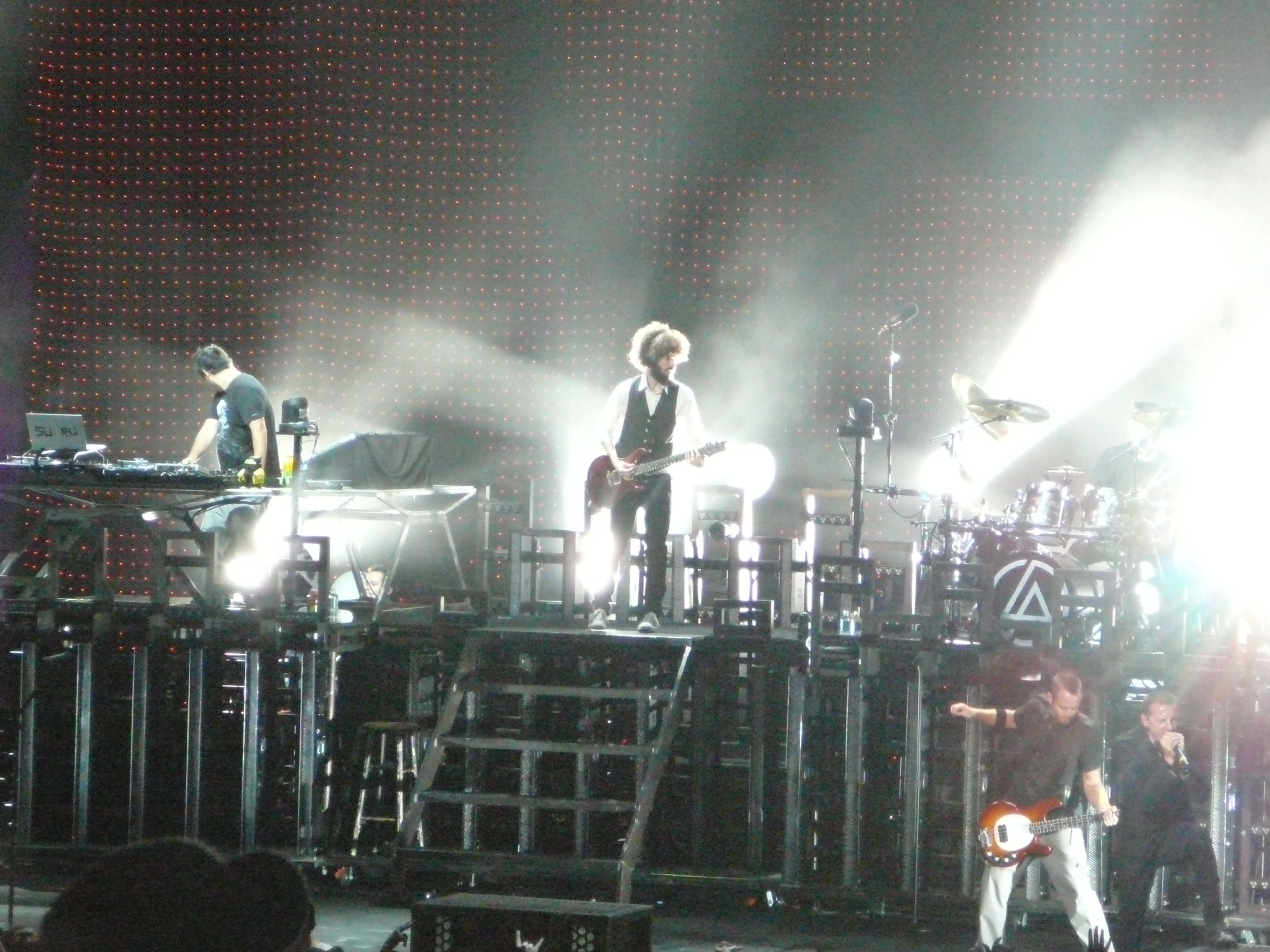
I Linkin Park al Projekt Revolution nel 2007

Nel mese di maggio 2005 i Linkin Park chiesero la rescissione del contratto con la Warner per «mancanza di fiducia». Tuttavia, nel mese di dicembre dello stesso anno il gruppo risolse la diatriba con l'etichetta, prendendo la decisione di pubblicare un terzo album in studio:
(Brad Delson)
 Secondo le parole di Shinoda, il seguito di Meteora avrebbe preso una piega differente da quanto realizzato dai Linkin Park negli anni precedenti:
Nel mese di agosto 2006 i Linkin Park hanno preso parte al Summer Sonic Festival in Giappone, insieme ai Metallica e ai Muse, durante il quale hanno portato al debutto il brano inedito QWERTY, successivamente inserito nell'EP Underground 6. Ritornati agli NRG Recording Studios alla fine del 2006 per ultimare le registrazioni del seguito di Meteora, il 2 aprile 2007 il gruppo ha pubblicato il singolo What I've Done, che ha anticipato l'uscita del terzo album in studio, intitolato Minutes to Midnight. Quest'ultimo, il cui titolo fa riferimento all'Orologio dell'apocalisse di Chicago, è stato pubblicato il 15 maggio 2007 dalla Warner Bros. e dalla Machine Shop Recordings e contiene dodici brani prodotti da Shinoda e da Rick Rubin, che hanno sostituito il precedente produttore Don Gilmore. Il disco ha venduto 600 000 copie nella prima settimana di vendite (venendo certificato disco d'oro e di platino in molti paesi) e si caratterizza per le sonorità più tendenti al rock alternativo e per la presenza di assoli di chitarra, allontanandosi di fatto dalle sonorità nu metal caratteristiche dei due album precedenti.
Il 7 luglio 2007 il gruppo si è esibito a Tokyo in occasione del concerto a carattere ambientalista Live Earth 7.7.07, promosso dall'ex-vicepresidente degli Stati Uniti d'America Al Gore. In quella giornata oltre ai Linkin Park hanno suonato altri 150 artisti che si sono presentati nell'arco di una giornata in sette città diverse, ognuna in un diverso continente. Nell'estate 2007 il gruppo ha riaperto la nuova edizione del Projekt Revolution, a cui hanno partecipato gruppi come My Chemical Romance e Placebo, e ha pubblicato ad agosto il secondo singolo Bleed It Out, seguito a settembre dal relativo videoclip diretto da Joe Hahn. Nel mese di novembre è stato pubblicato il terzo singolo Shadow of the Day, accompagnato da un videoclip diretto nuovamente da Hahn e che mostra il solo Chester Bennington camminare in vie dove sono scoppiati tafferugli con la polizia (scenario molto simile a quello del video di From the Inside). Verso la fine dell'anno, i Linkin Park sono stati premiati come miglior gruppo agli MTV Europe Music Awards 2007.

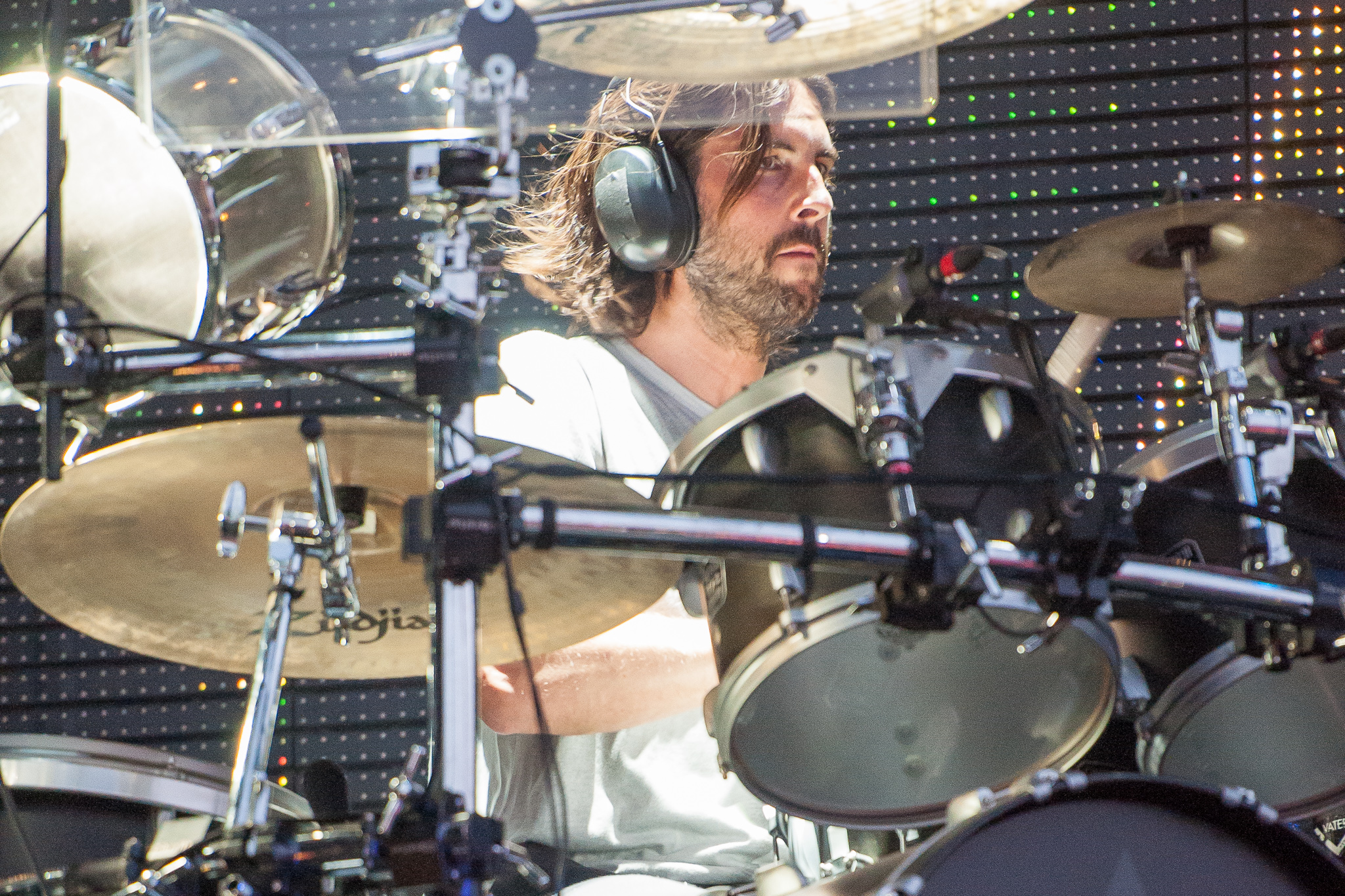
Rob Bourdon

Il 3 marzo 2008 il gruppo ha pubblicato il quarto singolo Given Up, seguito a fine aprile da We Made It, singolo del rapper Busta Rhymes a cui i Linkin Park hanno contribuito sia vocalmente che musicalmente. Il 14 luglio è stata la volta del quinto e ultimo singolo Leave Out All the Rest, anticipato il mese precedente dal relativo videoclip. Il 24 novembre 2008 è stato pubblicato il secondo album dal vivo del gruppo, intitolato Road to Revolution: Live at Milton Keynes e contenente l'esibizione del gruppo al National Bowl di Milton Keynes del 29 giugno dello stesso anno. A tale concerto ha partecipato anche Jay-Z in qualità di ospite d'eccezione a due brani estratti dall'EP Collision Course, Numb/Encore e Jigga What/Faint. Sempre nello stesso mese è stata pubblicata la raccolta Songs from the Underground, contenente sei brani tratti dalle varie edizioni dei dischi del fan club ufficiale con l'aggiunta di due brani dal vivo mai pubblicati in precedenza e una bonus track scaricabile presso il sito di LP Underground.
Durante il 2009 i Linkin Park hanno rivelato di aver realizzato un brano inedito che sarebbe stato utilizzato come tema principale per il film Transformers - La vendetta del caduto. Intitolato New Divide, il singolo è stato reso disponibile a partire dal 18 maggio 2009 ed è stato successivamente premiato da Spike TV come Scream Song of the Year.

### A Thousand Suns(2010-2011)

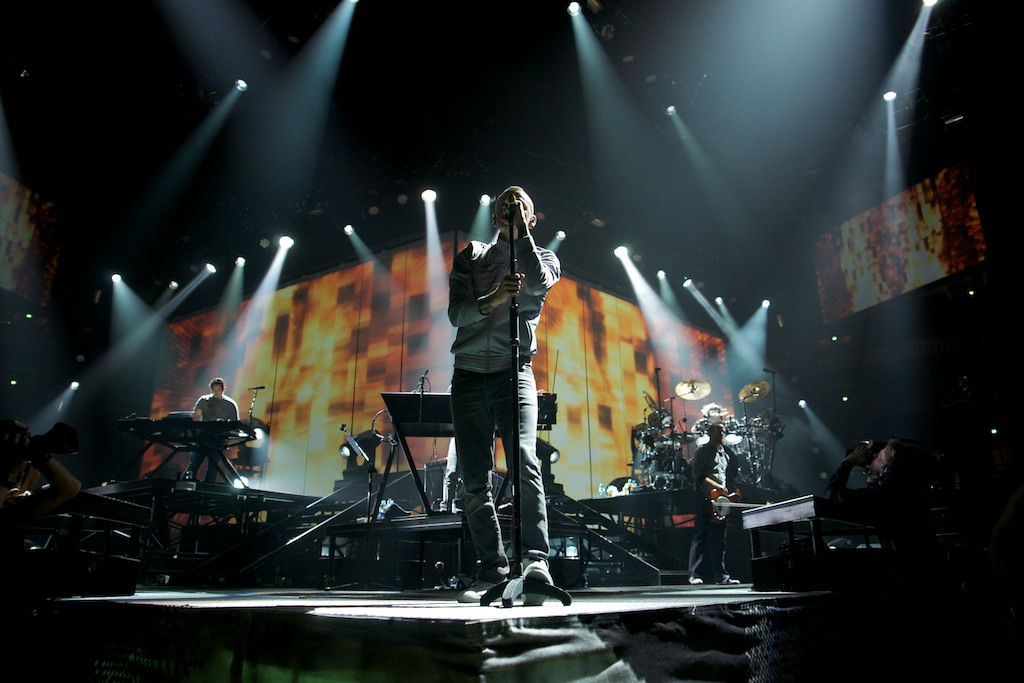
I Linkin Park in concerto a Dortmund nel 2010

L'11 gennaio 2010 Mike Shinoda ha annunciato la pubblicazione di un brano inedito attraverso il videogioco per iPhone e per iPad 8-Bit Rebellion!, ideato dal gruppo stesso e pubblicato il 26 aprile dello stesso anno. Intitolato Blackbirds, il brano avrebbe dovuto anticipare il quarto album in studio dei Linkin Park, la cui pubblicazione è stata fissata per metà 2010, e descritto da Shinoda come pregno di «beat e tastiere, con un feeling di drum machine».
Il 19 gennaio è stato pubblicato un secondo brano inedito, Not Alone, inserito nella raccolta Download to Donate for Haiti dell'ente benefico Music for Relief. Tale raccolta è stata realizzata con lo scopo di aiutare la popolazione colpita dal terremoto di Haiti del 2010. Per Not Alone è stato realizzato anche un videoclip, reso disponibile a partire dal 13 febbraio e che alterna immagini del gruppo in studio di registrazione con quelle della popolazione colpita dal terremoto di Haiti.
Il 6 giugno 2010 i Linkin Park hanno rivelato che il quarto album era in fase di completamento ed hanno annunciato le prime cinque date del tour per il 2010, iniziato a Berlino il 20 ottobre; l'8 luglio è stato annunciato il titolo del quarto album, A Thousand Suns, e la relativa data di pubblicazione, fissata al 14 settembre. Qualche giorno più tardi sono state rivelate la copertina e la lista tracce. Anticipato il 2 agosto dal singolo The Catalyst, eseguito per la prima volta dal vivo all'Osservatorio Griffith di Los Angeles, A Thousand Suns abbandona gran parte delle sonorità presenti nei lavori precedenti, mostrando una maggiore impronta elettronica. Il 7 settembre è stato rivelato che Blackbirds sarebbe stato incluso come bonus track all'interno dell'edizione deluxe dell'album pubblicata sull'iTunes Store.
Il 1º ottobre è stato pubblicato il secondo singolo Waiting for the End, mentre il 7 novembre i Linkin Park si sono esibiti al Puerta de Alcalá di Madrid in occasione degli MTV Europe Music Awards, nel quale hanno vinto il premio come Best Live Performance; tale concerto è stato successivamente filmato e pubblicato nella riedizione del 2011 di A Thousand Suns, denominata A Thousand Suns +. Al termine del mese Shinoda ha annunciato attraverso il sito ufficiale del gruppo la creazione della stazione radiofonica personale di questi ultimi, denominata Linkin Park Radio. Il 20 dicembre i Linkin Park hanno reso disponibile per il download gratuito l'EP 2011 North American Tour EP, contenente Numb e When They Come for Me eseguiti dal vivo a Tel Aviv il 15 novembre e tre brani di altrettanti gruppi che avrebbero supportato i Linkin Park durante il tour nordamericano del 2011: Omen dei Prodigy, Watercolour dei Pendulum e We Are the Dead dei Does It Offend You, Yeah?; il 23 dicembre è stata pubblicata per il download digitale un'edizione speciale A Thousand Suns contenente sei brani aggiuntivi tratti dall'esibizione dal vivo a Madrid durante gli MTV EMA 2010. i sei brani sono stati successivamente pubblicati negli Stati Uniti nell'EP A Thousand Suns: Puerta de Alcalá, uscito il 25 gennaio 2011.

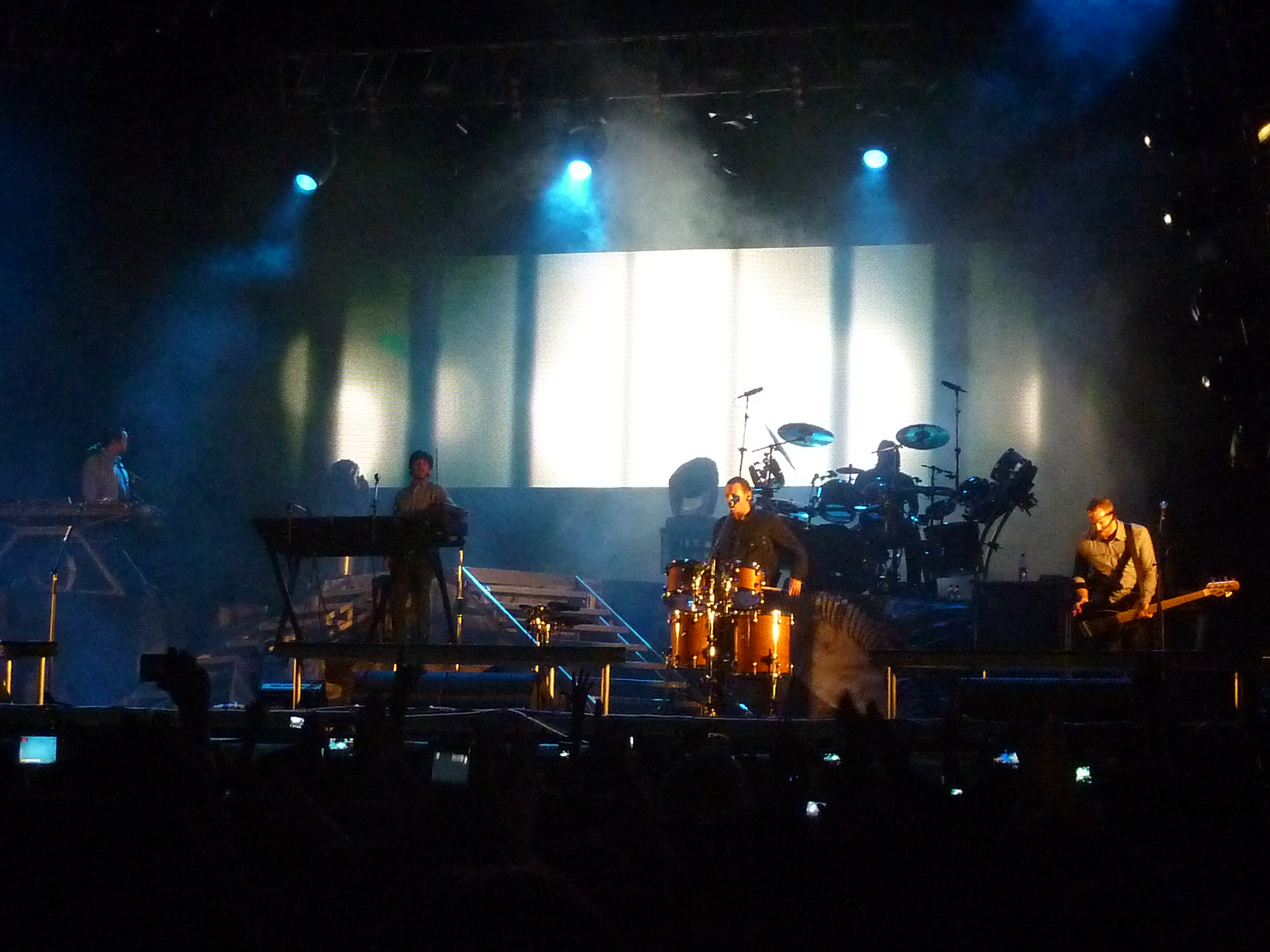
I Linkin Park al Maquinaria Festival del 2010

All'inizio del 2011 il gruppo è stato inserito in varie classifiche di fine anno stilate da Billboard: ha conquistato l'ottava posizione della Social 50, classifica degli artisti più attivi su internet nei social network, e la posizione 92 nella "Top Artists". A Thousand Suns ha raggiunto la posizione 53 nella Billboard 200 e la settima nella Rock Albums, mentre The Catalyst ha raggiunto la posizione 40 nella Hot Rock & Alternative Songs. Il 21 marzo dello stesso anno è stato pubblicato per il mercato internazionale il terzo singolo Burning in the Skies, anticipato dal relativo videoclip già dal 23 febbraio. Il giorno dopo è stato invece pubblicato l'inedito Issho Ni, inserito nella raccolta Download to Donate: Tsunami Relief di Music for Relief, realizzata per aiutare la popolazione colpita dal terremoto e maremoto del Tōhoku del 2011.
Dopo aver vinto il premio Echo come Miglior Band Alternative/Rock Internazionale, nell'aprile 2011 i Linkin Park hanno rivelato la propria partecipazione alla colonna sonora del film Transformers 3 con una versione ridotta di Iridescent, brano estratto come quarto ed ultimo singolo da A Thousand Suns il 28 maggio. Durante la seconda metà di giugno si è svolta la quinta edizione del Projekt Revolution, mentre l'8 luglio è stato pubblicato l'EP iTunes Festival: London 2011, contenente sei brani tratti dall'esibizione al Roundhouse di Londra in occasione dell'annuale iTunes Festival; la reinterpretazione di Rolling in the Deep da parte di Bennington e Shinoda presente nell'EP è stata resa disponibile per il download singolo esclusivamente sull'iTunes Store britannico e ha debuttato nella classifica britannica dei singoli alla posizione 42, una posizione sopra rispetto alla versione originale di Adele.
Il 31 agosto i Linkin Park hanno organizzato un concerto segreto a Los Angeles, guadagnando 357.000 dollari interamente devoluti all'ente Save the Children, che aiuta la popolazione giapponese in seguito allo tsunami dell'11 marzo 2011. Il 6 novembre hanno vinto nella categoria "Best Rock" agli MTV Europe Music Awards 2011, mentre quattro giorni più tardi hanno ricevuto dall'ONU il Global Leadership Award come merito alle varie iniziative tenute con il progetto Music for Relief. Nella stessa occasione il Linkin Park hanno annunciato la nuova campagna no-profit "Power the World" per collaborare al progetto parallelo dell'ONU chiamato Sustainable Energy for All, iniziativa volta a garantire l'accesso universale di energia entro il 2030.

### Living ThingseRecharged(2012-2013)

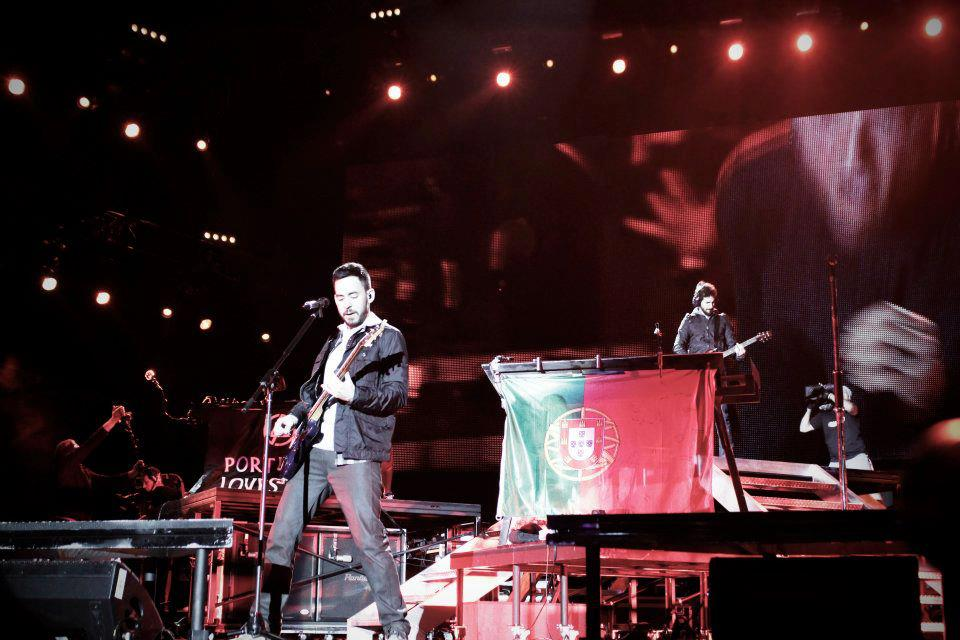
Il gruppo in concerto al Rock in Rio del 2012

Nel mese di giugno 2011 Chester Bennington ha rivelato in un'intervista concessa a Kerrang! che i Linkin Park avevano cominciato le lavorazioni sul materiale per il quinto album in studio, prodotto nuovamente da Rick Rubin, aggiungendo che il gruppo vorrebbe affrontare argomenti controversi per il disco, senza cadere nel predicatorio. L'11 gennaio 2012 Phoenix, durante una videochat tenuta con gli iscritti al fan club ufficiale del gruppo, ha fornito dettagli aggiuntivi riguardanti o sviluppo dell'album, dichiarando che "al momento sono stati composti 40-50 brani ma ci soffermeremo su 15-20" e spiegando che "alcuni brani erano quasi ultimati mentre altri necessitavano di ulteriore lavoro".

In un'intervista al Rocksound Magazine concessa il 29 febbraio 2012, Mike Shinoda ha rivelato altre informazioni relative al quinto album:
 Verso la fine di marzo, Kerrang! ha intervistato nuovamente Bennington, il quale ha rivelato alcuni dettagli relativi principalmente alla direzione stilistica che l'album avrebbe seguito:
In questo album abbiamo deciso di prestare attenzione alle nostre origini, infatti saranno presenti molte parti di chitarra con ritornelli lunghi ed elettronica più pesante in modo da ottenere un grande impatto sonoro senza essere troppo metal.»
Il 27 marzo 2012 Phoenix ha annunciato su Twitter che il gruppo avrebbe girato il video del singolo apripista del quinto album; il brano in questione, il cui titolo è stato confermato da Shinoda il giorno successivo, si è rivelato essere Burn It Down, il quale è stato reso disponibile per il download digitale a partire dal 16 aprile. Agli inizi di aprile, Shinoda e Bennington sono stati intervistati dalla rivista Spin, in cui hanno rivelato altri quattro brani: Lost in the Echo (rivelato in precedenza anche dalla rivista Rolling Stone), In My Remains, Castle of Glass e I'll Be Gone, quest'ultimo realizzato con la partecipazione del violinista Owen Pallett, arrangiatore degli Arcade Fire.

Il 16 aprile 2012, in contemporanea alla pubblicazione di Burn It Down, i Linkin Park hanno annunciato il titolo del quinto album, Living Things, la sua data di uscita (fissata al 26 giugno 2012), la lista tracce e la copertina. Il 24 maggio è stato presentato in anteprima da MTV il video di Burn It Down e nella stessa data l'emittente radiofonica britannica BBC Radio 1 ha trasmesso in anteprima il brano Lies Greed Misery. Il 20 giugno dello stesso anno, Shinoda ha annunciato LP Recharge, un videogioco sviluppato dal gruppo in collaborazione con Kuuluu Interactive e che sarebbe stato reso disponibile su Facebook:
Il 29 giugno il gruppo ha pubblicato il lyric video del secondo singolo estratto da Living Things, Lost in the Echo, entrato in rotazione radiofonica a inizio agosto e pubblicato anche per il download digitale il successivo 19 ottobre per il solo mercato britannico. Il relativo video, che vede come protagonista il rapper Gino the Ghost, è stato pubblicato il 4 settembre. Tale video ha successivamente vinto gli O Music Award come "Miglior video interattivo". Il 12 ottobre è uscito come terzo singolo Castle of Glass, anticipato due giorni prima dal relativo video, mentre il 31 ottobre è stato pubblicato esclusivamente in Giappone il quarto singolo Powerless.
Il 15 gennaio 2013 è stato pubblicato sull'iTunes Store il box set digitale Studio Collection, costituito dai primi cinque album in studio con l'aggiunta di Reanimation. Nella stessa data, inoltre, sono state pubblicate sempre sull'iTunes Store le versioni Deluxe dei primi quattro album in studio masterizzate per iTunes con l'aggiunta di varie bonus track. Il 20 aprile, in occasione del Record Store Day, il gruppo ha ripubblicato in un numero limitato a 3 000 copie la versione in vinile del primo album in studio Hybrid Theory accompagnato dal singolo in 10" di One Step Closer.

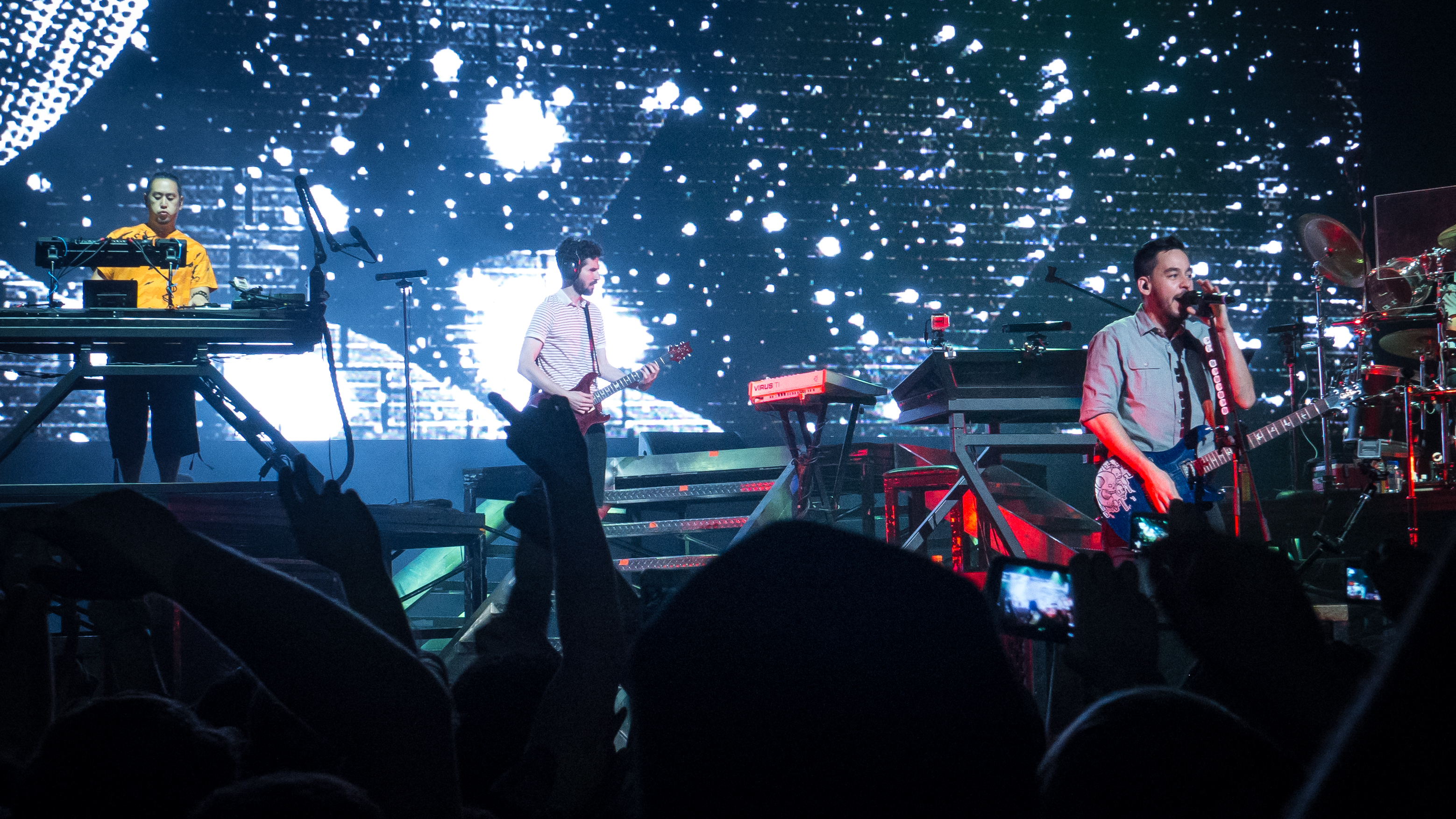
I Linkin Park durante il Soundwave 2013 a Melbourne

Il 10 e 11 agosto 2013 il gruppo è tornato ad esibirsi in Giappone in occasione del Summer Sonic Festival: nella prima data dell'evento, Mike Shinoda e Chester Bennington hanno fatto la loro comparsa durante l'esibizione del disc jockey Steve Aoki eseguendo insieme a lui l'inedito A Light That Never Comes. La versione in studio del brano è stata resa disponibile come contenuto sbloccabile al raggiungimento di un obiettivo da completare all'interno del videogioco LP Recharge, uscito il 12 settembre. In quest'ultima data, Shinoda ha annunciato la pubblicazione del secondo album di remix del gruppo, intitolato Recharged e pubblicato il 29 ottobre 2013. Come quanto concepito con il precedente Reanimation, Recharged contiene reinterpretazioni dei brani di Living Things realizzate da artisti appartenenti alla scena EDM quali Dirtyphonics, Tom Swoon, Datsik e Money Mark, oltre anche ad A Light That Never Comes, estratto come unico singolo dall'album. Riguardo al disco, Shinoda ha commentato:
 Il 30 ottobre i Linkin Park, con la collaborazione di Surface Remix Project e Indaba Music, ha organizzato un concorso rivolto a tutti i fan in cui è stato possibile realizzare un remix di A Light That Never Comes; il remix vincitore, ad opera di Brian Yates, è stato successivamente inserito nell'EP digitale di A Light That Never Comes, distribuito dalla Dim Mak Records.

### The Hunting Partye altri progetti (2013-2015)
Già a partire dalla fine del 2012, i Linkin Park hanno annunciato di essere alla lavorazione di una colonna sonora per un film diretto dal disc jockey Joe Hahn, intitolato Mall e che ha visto la partecipazione di Vincent D'Onofrio. In un'intervista condotta da Fuse, Mike Shinoda ha affermato che il gruppo sta lavorando anche al seguito di Living Things, mentre nel mese di maggio 2013 Chester Bennington ha confermato di essere divenuto anche il frontman del gruppo rock Stone Temple Pilots, in seguito al licenziamento dello storico frontman Scott Weiland avvenuto agli inizi del 2013. La formazione, sotto la denominazione di Stone Temple Pilots with Chester Bennington, ha pubblicato in data 8 ottobre 2013 l'EP High Rise, anticipato dai singoli Out of Time e Black Heart, pubblicati rispettivamente il 19 maggio e il 18 settembre.

In una videochat del 12 ottobre 2013, Shinoda ha affermato che il gruppo è intenzionato a pubblicare il sesto album in studio per il 2014, mentre agli inizi di febbraio 2014, lo stesso ha rivelato i primi dettagli riguardanti lo sviluppo dell'album, affermando che "non vediamo l'ora di farvelo ascoltare quest'estate":

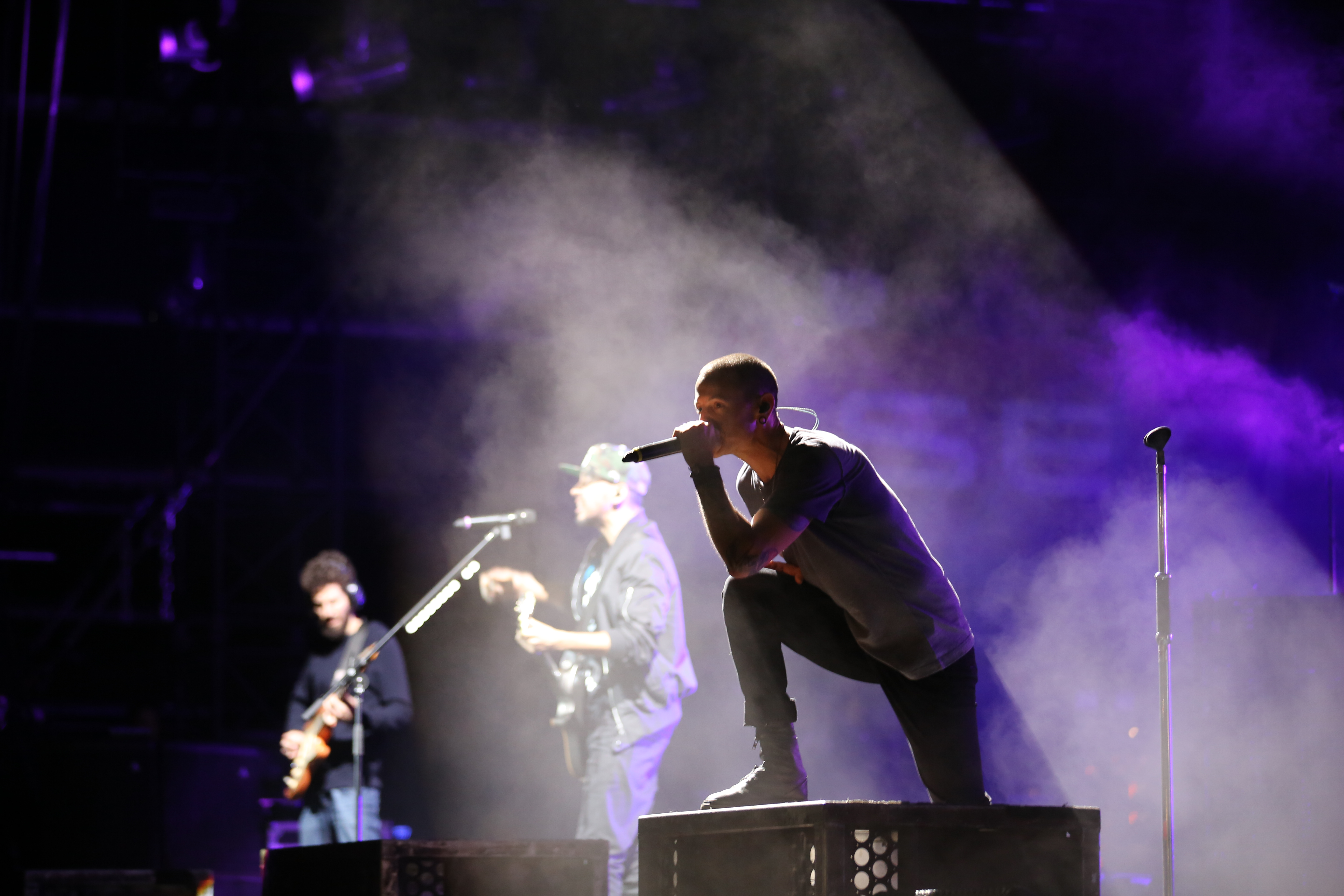
Il gruppo dal vivo al Rock am Ring 2014

Il 3 marzo 2014 i Linkin Park hanno pubblicato attraverso YouTube un video della durata di venti secondi nel quale è possibile ascoltare un'anteprima di un brano inedito, rivelatosi essere Guilty All the Same. Il brano ha visto la partecipazione del rapper Rakim e ha ottenuto un buon responso dai fan e dai critici musicali grazie al sound hard rock che si discosta notevolmente dai precedenti album A Thousand Suns e Living Things. Inizialmente reso disponibile per l'ascolto attraverso Shazam in data 5 marzo, Guilty All the Same è stato pubblicato come singolo il 7 marzo. In seguito, in un'intervista con l'emittente radiofonica portoghese 1405, Bennington ha rivelato che la frase "The Hunting Party 6.14" apparsa all'interno dell'anteprima di Guilty All the Same sarebbe l'indizio che il sesto album del gruppo avrebbe visto la pubblicazione nel mese di giugno 2014.
Il 9 aprile il gruppo ha annunciato il titolo dell'album, The Hunting Party, e la data di pubblicazione, fissata per il 17 giugno 2014; nello stesso giorno viene rivelata la copertina ufficiale dell'album. Il 5 maggio 2014 è stato reso disponibile per l'ascolto Until It's Gone, pubblicato come secondo singolo il giorno successivo. Il relativo videoclip è stato pubblicato il 12 giugno. Tra il 2 giugno e il 9 dello stesso mese i Linkin Park hanno pubblicato per il download digitale i singoli Wastelands, Rebellion e Final Masquerade. Per quest'ultimo brano è stato realizzato un videoclip, diretto da Mark Pellington e pubblicato il 30 luglio sul canale YouTube del gruppo.
Durante i mesi di agosto e settembre, il gruppo ha promosso The Hunting Party attraverso il Carnivores Tour, composto da 25 date tenute esclusivamente in America del Nord e al quale hanno preso parte Thirty Seconds to Mars e AFI.
Il 17 ottobre 2014 è stato distribuito nelle sale cinematografiche statunitensi Mall, il film diretto da Joe Hahn che ha visto come attori Cameron Monaghan, James Frecheville, India Menuez, Gina Gershon, Peter Stormare e Vincent D'Onofrio. In concomitanza con la distribuzione del film, il gruppo ha reso disponibile per il download gratuito il brano White Noise, traccia d'apertura della colonna sonora del film, la quale è stata pubblicata nel mese di dicembre dello stesso anno.
A partire dal mese di novembre, i Linkin Park hanno dato via a un secondo tour in promozione al sesto album, intitolato The Hunting Party Tour e svoltosi prima in Europa e dopo negli Stati Uniti, paese nel quale è stato annullato dopo appena tre date a causa di un serio infortunio alla gamba occorso a Bennington. Tra la fine di febbraio e i primi di marzo 2015 il gruppo ha annunciato alcune date per il The Hunting Party Tour, tenute verso la fine giugno dello stesso anno in Messico, nel mese di luglio in Cina e infine tra agosto e settembre 2015 nel continente europeo, passando tra Russia, Finlandia, Austria, Bielorussia, Italia, Polonia, Germania e Belgio.
Il 2 aprile 2015 Steve Aoki, il quale aveva già collaborato con il gruppo nel 2013 alla realizzazione di A Light That Never Comes, ha annunciato attraverso Twitter la pubblicazione di una seconda collaborazione con i Linkin Park, ovvero il singolo Darker Than Blood, uscito il 14 dello stesso mese.

### One More Light, morte di Bennington (2015-2017)

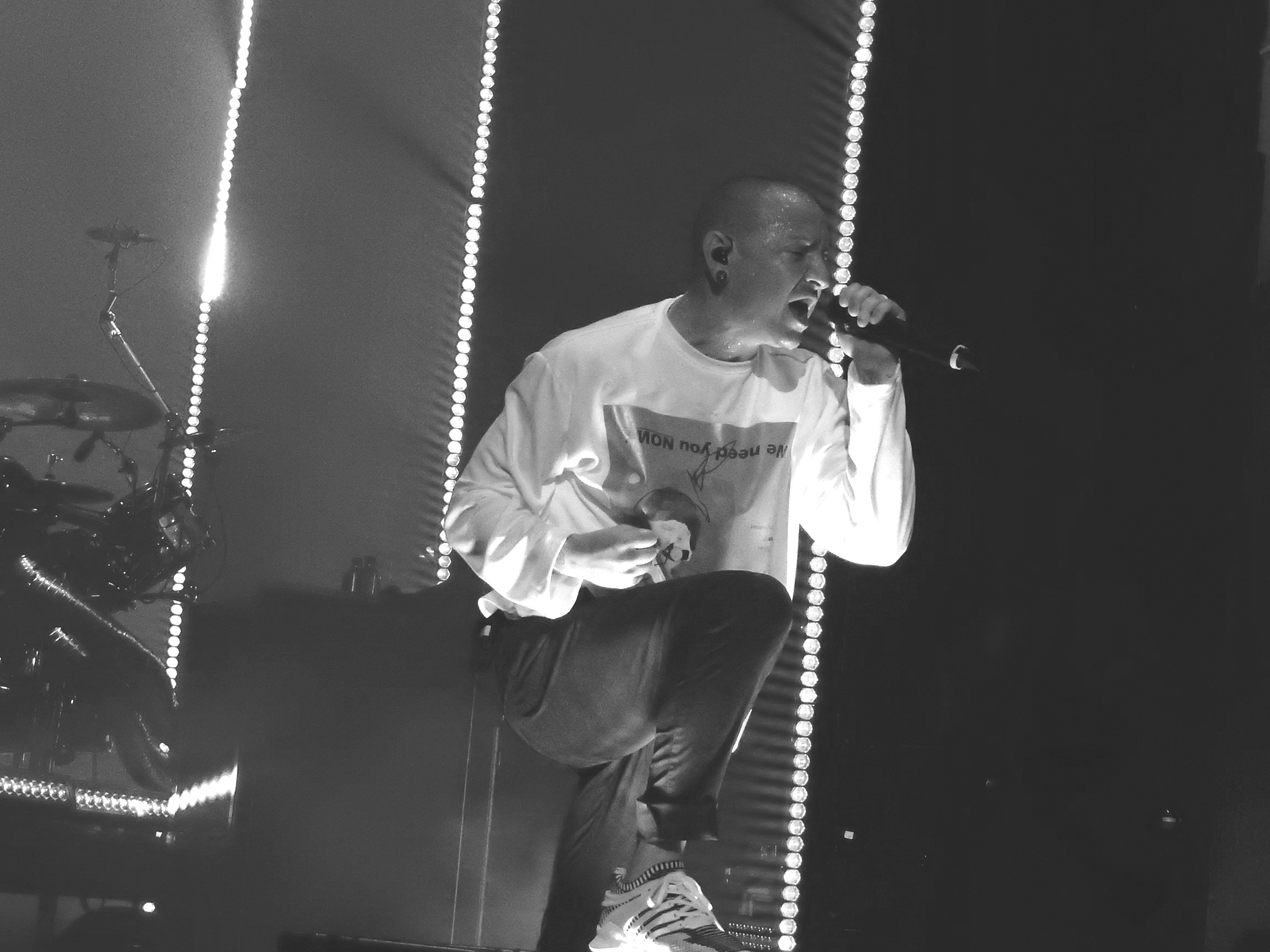
Bennington con i Linkin Park al Brixton Academy di Londra nel 2017

Nel novembre del 2015 Chester Bennington ha deciso di abbandonare gli Stone Temple Pilots dopo due anni e mezzo di collaborazione per dedicarsi interamente ai Linkin Park. Nel gennaio 2016 Mike Shinoda, durante un'intervista rilasciata al periodico statunitense Rolling Stone, ha rivelato che il gruppo è al lavoro sul settimo album, previsto indicativamente per la seconda metà dell'anno, mentre tre mesi più tardi lo stesso ha spiegato di aver creato brani più «personali e rivelatori» insieme ai restanti componenti dei Linkin Park. Intorno allo stesso periodo, Brad Delson e Joe Hahn sono stati intervistati dalla rivista statunitense Billboard, durante il quale hanno rivelato di avere una «montagna di materiale registrato». Verso la fine di maggio dello stesso anno è stata rivelata la loro collaborazione con il gruppo comedy hip hop The Lonely Island al brano Things in My Jeep, inserito nella colonna sonora del film di questi ultimi, Vite da popstar.

Il 2 settembre 2016 Bennington ha pubblicato un aggiornamento sul canale YouTube del gruppo in merito agli sviluppi sull'album, dichiarandosi «orgoglioso» del materiale fino ad ora composto, giudicato «fantastico» dal cantante. In un'intervista di dicembre 2016, Bennington ha rivelato che il gruppo è entrato nella fase di missaggio e che i brani sono stati scritti insieme a vari collaboratori:
Nel febbraio 2017 i Linkin Park hanno annunciato la pubblicazione del singolo Heavy, realizzato in collaborazione con la cantante statunitense Kiiara e uscito il 16 dello stesso mese. In concomitanza con la pubblicazione del singolo, il gruppo ha annunciato anche il settimo album One More Light, composto da dieci brani e uscito il 19 maggio. Il 17 marzo il gruppo ha reso disponibile un lyric video per il brano Battle Symphony estratto come secondo singolo, mentre il 13 aprile è uscito quello per il terzo singolo Good Goodbye, che ha visto la partecipazione vocale dei rapper Pusha T e Stormzy. Good Goodbye è stato promosso anche da un videoclip, diretto da Isaac Rentz e pubblicato il 5 maggio. Un quarto singolo, Invisible, è stato trasmesso in anteprima radiofonica il 10 maggio nel programma Beats 1, condotto da Zane Lowe, per poi essere accompagnato da un lyric video diretto da Jose Lun.
L'album è stato promosso dal relativo One More Light World Tour, la cui tappa europea si è svolta tra maggio e luglio 2017. Il tour sarebbe dovuto proseguire anche negli Stati Uniti d'America tra il 27 luglio e il 22 ottobre, ma il 20 luglio 2017 Bennington è stato trovato morto nella sua casa di Palos Verdes Estates, qualche ora dopo la pubblicazione da parte del gruppo del video di Talking to Myself, secondo singolo estratto negli Stati Uniti d'America.

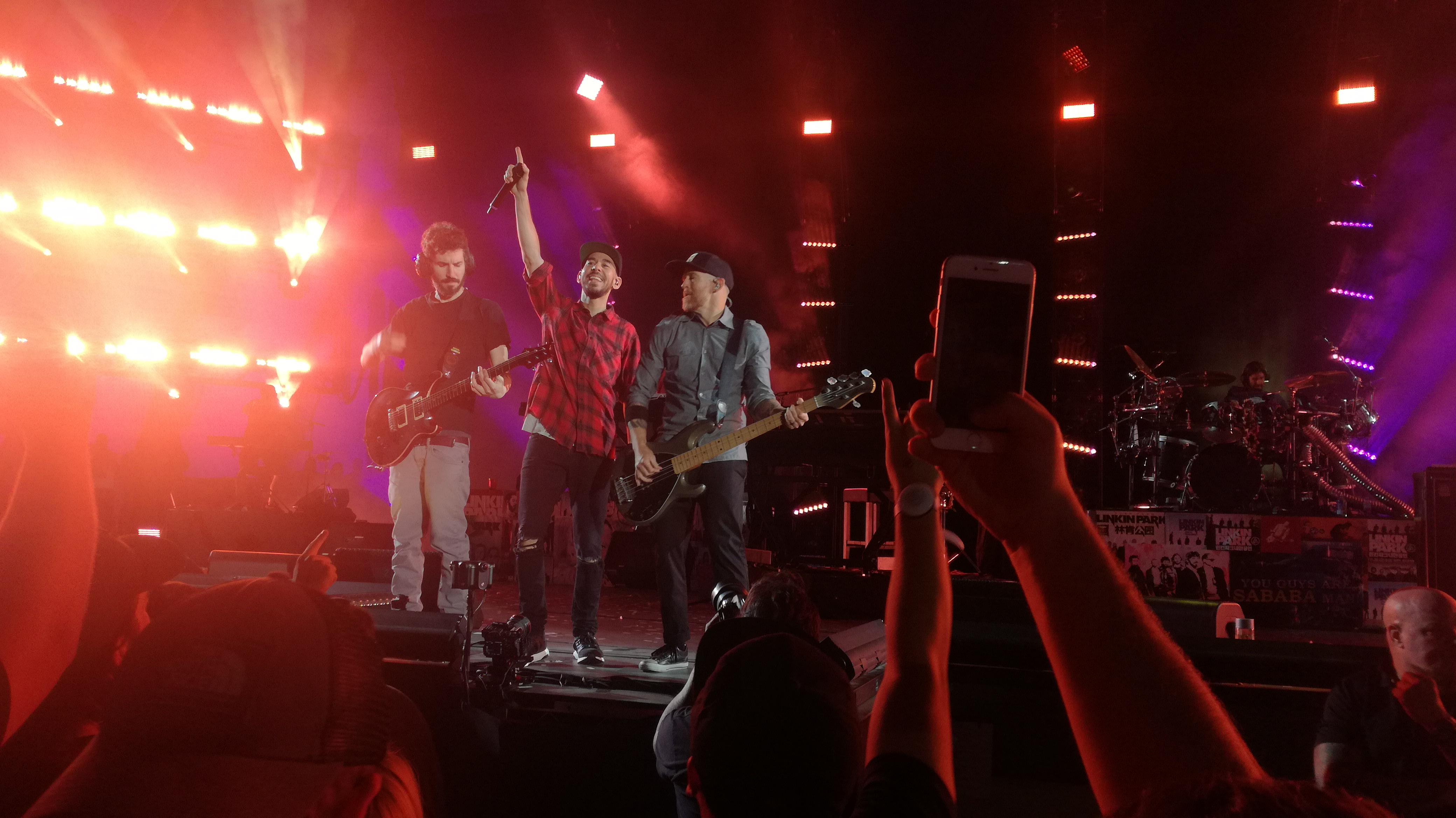
I Linkin Park durante il concerto tenuto il 27 ottobre 2017 all'Hollywood Bowl di Los Angeles

L'improvvisa scomparsa di Bennington ha costretto la formazione a cancellare il tour statunitense, lasciando incerto il loro futuro. Tuttavia, il 18 settembre i cinque restanti componenti dei Linkin Park hanno annunciato un concerto speciale in memoria del cantante, il Linkin Park and Friends: Celebrate Life in Honor of Chester Bennington, avvenuto il 27 ottobre all'Hollywood Bowl di Los Angeles e dove sono stati accompagnati da numerosi musicisti e colleghi di lunga data, tra cui M. Shadows e Synyster Gates degli Avenged Sevenfold, i Blink-182, Daron Malakian e Shavo Odadjian dei System of a Down, Oliver Sykes dei Bring Me the Horizon, Machine Gun Kelly e Steve Aoki, quest'ultimo fautore del singolo benefico Darker Than the Light That Never Bleeds, uscito l'8 settembre come tributo a Bennington. Durante lo svolgimento del concerto speciale, Shinoda ha portato al debutto il brano inedito Looking for an Answer, da lui composto otto giorni dopo la scomparsa di Bennington.
Nello stesso giorno dell'annuncio dell'evento, il gruppo ha reso disponibile su YouTube il video del brano One More Light, diretto da Joe Hahn e da Mark Fiore ed estratto come terzo singolo negli Stati Uniti d'America il 2 ottobre successivo. Il singolo è stato successivamente remixato da Aoki e pubblicato per il download digitale il 25 ottobre.
Il 19 novembre 2017 i Linkin Park sono stati premiati agli American Music Awards 2017 nella categoria "Favorite Alternative Rock Artist", dedicando il premio a Bennington. Intorno allo stesso periodo il gruppo ha annunciato il terzo album dal vivo One More Light Live, pubblicato il 15 dicembre e costituito da sedici brani registrati insieme a Bennington durante la tappa europea del One More Light World Tour.

### Attività successive, riedizioni ePapercuts(2018-2024)
Il 25 gennaio 2018 Shinoda ha pubblicato a sorpresa l'EP solista Post Traumatic EP, contenente tre brani accompagnati dai rispettivi videoclip e incentrati sul suo trascorso in seguito alla scomparsa di Bennington. Il rapper ha in seguito avviato la propria carriera da solista annunciando nel mese di marzo l'album di debutto Post Traumatic, uscito il 15 giugno dello stesso anno e promosso da una tournée mondiale svoltasi tra il 2018 e il 2019.

Il 18 febbraio 2019 Shinoda, intervistato dalla radio tedesca Rock Antenne, ha affermato che i Linkin Park sono disponibili all'idea di continuare a suonare, chiarendo tuttavia di non essere alla ricerca di un nuovo cantante:
Nel corso del 2020 Shinoda ha proseguito la propria attività come solista, pubblicando gli album strumentali Dropped Frames Vol. 1, Dropped Frames Vol. 2 e Dropped Frames 3. Il 13 agosto dello stesso anno i Linkin Park hanno annunciato una riedizione del primo album Hybrid Theory atta a celebrare i vent'anni dalla sua pubblicazione e distribuita il successivo 9 ottobre. In contemporanea all'annuncio è stato reso disponibile per l'ascolto il brano inedito She Couldn't, tratto dalle sessioni di tale disco e originariamente trapelato in rete durante il 2009.
Il 10 febbraio 2023 i Linkin Park hanno pubblicato il singolo Lost, brano realizzato durante le sessioni di registrazione del secondo album Meteora ma rimasto inedito fino a quel momento. Contemporaneamente hanno rivelato un'edizione per celebrare i vent'anni dell'album la cui uscita è avvenuta il 7 aprile seguente e che figura al suo interno varie tracce audio e video, tra cui Live in Texas, le varie demo del periodo distribuite attraverso il fan club Linkin Park Underground e ulteriori tracce inedite, tra cui Fighting Myself, scelto come secondo singolo il 24 marzo seguente. Il disco di inediti, Lost Demos, è stato pubblicato nel novembre dello stesso anno sotto forma di vinile in occasione del Record Store Day.
Nel 2024 è uscito il primo Greatest Hits del gruppo Papercuts - Singles Collection 2000-2023, contenente i loro principali successi più l'inedito Friendly Fire, composto durante le sessioni di registrazione di One More Light ed estratto come primo singolo a febbraio, e il brano QWERTY, originariamente tratto da Underground 6 e promosso da un video di un'esibizione del 2006 dove era stato originariamente presentato.

### From Zero(2024-presente)

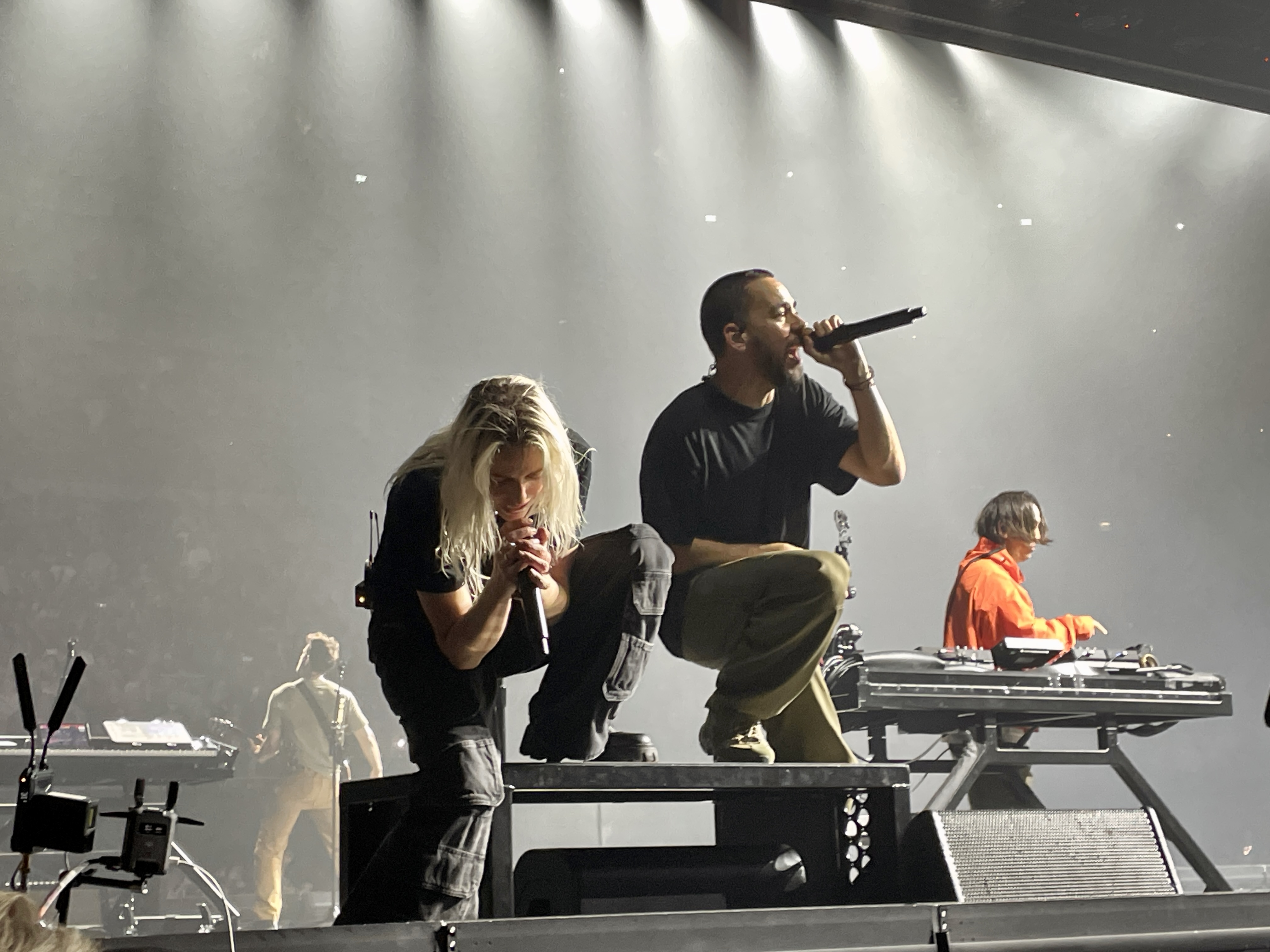
Emily Armstrong insieme a Mike Shinoda sul palco dell'O2 Arena di Londra

Il 5 settembre 2024 i Linkin Park sono tornati sulle scene musicali con un concerto speciale a Los Angeles, dove sono stati presentati Emily Armstrong e Colin Brittain, rispettivamente, come nuova cantante e nuovo batterista della formazione. Durante l'esibizione è stato presentato anche il singolo The Emptiness Machine, distribuito digitalmente nello stesso giorno e volto ad anticipare l'ottavo album in studio del gruppo, From Zero, uscito il 15 novembre successivo. Il giorno seguente il chitarrista Brad Delson ha annunciato che non avrebbe fatto parte del gruppo durante i tour, privilegiando la fase di lavoro in studio; è stato quindi scelto Alex Feder come suo sostituto.
L'uscita dell'album è stata anticipata dai singoli Heavy Is the Crown, Over Each Other e Two Faced, diffusi rispettivamente il 24 settembre, il 24 ottobre e il 13 novembre assieme ai relativi video, nonché da alcune date sparse per il mondo come parte del From Zero World Tour, durante il quale il gruppo ha tenuto esibizioni di circa due ore proponendo una scaletta che alterna i loro singoli principali con altri brani difficilmente suonati in passato.
From Zero è stato ripubblicato nel 2025 in edizione deluxe comprensiva di bonus track tra live e inediti, tra cui Up from the Bottom, estratto come singolo di lancio. Nel corso dell'anno il gruppo ha proseguito il From Zero World Tour attraverso oltre 50 concerti sparsi tra America, Asia ed Europa. Il 25 aprile dello stesso anno il gruppo ha pubblicato un altro singolo inedito, intitolato Unshatter, seguito da Let You Fade il 16 maggio. Il 31 maggio si esibiscono all'Allianz Arena di Monaco in occasione della finale della UEFA Champions League 2024-2025 disputata tra Paris Saint-Germain e Inter.

## Stile musicale
I Linkin Park si sono da sempre contraddistinti nel proporre svariate sonorità, spesso completamente differenti tra l'uscita di un album e quello successivo. Ciò che tuttavia ha sempre rappresentato un carattere distintivo della loro musica è l'impiego di due voci, spesso nello stesso brano. Sia lo storico frontman Chester Bennington che Emily Armstrong alternano parti in screaming con cantati più melodici, mentre Mike Shinoda è solito interpretare strofe in rapping ed eseguire i controcanti, cimentandosi anche in uno stile più cantato a partire dal terzo album Minutes to Midnight e talvolta ponendosi come interprete principale.
Con i primi due album in studio, Hybrid Theory e Meteora, il sestetto californiano ha intrecciato sonorità nu metal e rap rock con influenze hip hop, rock alternativo ed elettroniche, con l'ausilio di programmazioni sonore, sintetizzatori e campionatori. Con la pubblicazione di Minutes to Midnight, il gruppo si è discostato da tali generi, sperimentando sonorità più variegate e differenti richiamanti il post-grunge, riducendo le incursioni hip hop a due soli brani (Bleed It Out e Hands Held High) e sperimentando per la prima volta anche assoli di chitarra. Un'ulteriore svolta sonora è stata effettuata con il successivo A Thousand Suns, dove viene dato maggiore spessore all'elettronica, attingendo da generi musicali inediti per il gruppo come l'industrial rock e reintroducendo le incursioni hip hop dei primi lavori.
Il quinto album Living Things ha rappresentato un ritorno a sonorità più rock, ma fonde il tutto con elettronica pesante e le sonorità hip hop che da sempre caratterizzano il gruppo. Con il seguente The Hunting Party i Linkin Park hanno proposto uno stile più pesante, riducendo al minimo le incursioni elettroniche e introducendo il doppio pedale e numerosi assoli di chitarra, senza tralasciare svariate parti in screaming e rapping rispettivamente da parte di Bennington e Shinoda. Il settimo album One More Light ha invece segnato un netto distacco dagli album precedenti, presentando sonorità prevalentemente pop ed elettroniche e una totale assenza di scream e influenze hip hop, queste ultime presenti unicamente nel brano Good Goodbye.
From Zero, l'ottavo album del gruppo, è invece un riassunto di quanto da loro operato in carriera fino in quel momento, alternando pezzi pesanti con altri di stampo più melodico, pur mantenendo uno stile accessibile e immediato.

## Logo
Il logo dei Linkin Park venne modificato di continuo nel corso degli anni. Durante i primi anni di attività, consisteva in un riquadro nel quale all'interno comparivano le lettere L e P (quest'ultima rovesciata orizzontalmente). Fino alla pubblicazione dell'EP Collision Course, il nome del gruppo presentava la caratteristica comune di utilizzare le "N" rovesciate ("И"), identiche alla "I" dell'alfabeto cirillico: in tal modo il nome del gruppo era comunemente scritto LIИKIИ PARK.
A partire dal 2007, anno di pubblicazione di Minutes to Midnight, il logo subì un'ulteriore evoluzione ed è composto da un cerchio al cui interno sono stilizzati due triangoli che rappresentano, attraverso la loro particolare disposizione, le iniziali del gruppo. Con la pubblicazione del sesto album The Hunting Party nel 2014 vi è la scomparsa del cerchio in favore delle sole iniziali stilizzate.
Il 15 febbraio 2017 il gruppo ha rinnovato il proprio logo, rimaneggiato con l'aggiunta di un contorno esagonale alle due lettere, nonché attraverso l'apporto di alcune modifiche minori. A detta di Shinoda, l'esagono rappresenta un richiamo volto a enfatizzare i sei membri della band, senza tuttavia stravolgere la forma originale dello stesso. In seguito alla morte di Bennington, Shinoda ha pubblicato sui suoi profili social una nuova versione del logo, in cui l'esagono risulta privo di un lato, con riferimento alla scomparsa del cantante.
Il 5 settembre 2024, in occasione del concerto speciale a Los Angeles, il logo è stato rinnovato ancora una volta con le due lettere più sfumate.

## Linkin Park Underground
Linkin Park Underground (spesso abbreviato in "LPU") è il fan club ufficiale dei Linkin Park, fondato nel 2001 dal gruppo insieme alla loro fan Jessica Bardas. All'interno del fan club gli utenti iscritti possono avere la possibilità di interagire con i membri del gruppo, oltre anche a partecipare a varie discussioni contenuti in forum appositi e a ricevere informazioni riguardanti progetti e notizie del gruppo prima che diventino di dominio pubblico. Ogni anno i membri ricevono accessori vari ed EP costituiti da brani mai pubblicati in precedenza. Il 21 novembre 2001 i primi 500 membri iscritti hanno ricevuto in segno di ringraziamento una riedizione dell'EP Hybrid Theory.
Il 21 novembre 2002 uscì il secondo EP Underground V2.0, contenente sei brani tra cui la strumentale A.06, un remix di Points of Authority realizzato dai Crystal Method e l'inedito Dedicated, demo inciso nel 1999. L'anno dopo uscì Underground 3, contenente cinque brani esclusi dall'edizione CD di Live in Texas. Il 21 novembre 2004 fu la volta di Underground 4.0, contenente sei brani tra cui gli inediti Sold My Soul to Yo Mama e Standing in the Middle, quest'ultimo inciso in collaborazione con Motion Man. Nel settembre del 2005 venne creato Fort Minor Militia, fan club simile a LP Underground ma rivolto ai fan dei Fort Minor, progetto parallelo di Mike Shinoda. I primi 100 membri ricevettero in omaggio merchandising vario e un DVD allegato all'album The Rising Tied. A novembre uscì il quinto disco Underground 5.0, contenente sei brani eseguiti dal vivo al Live 8 con la partecipazione di Jay-Z.
Il 5 dicembre 2006 venne pubblicato Underground 6, contenente quattro brani eseguiti dal vivo al Summer Sonic Festival di Tokyo tra cui Reading My Eyes (brano registrato nel 1997 quando il gruppo si chiamava ancora Xero), QWERTY e due brani inediti registrati in studio, tra cui nuovamente QWERTY e Announcement Service Public. L'anno dopo uscì Underground 7, contenente dieci brani eseguiti dal vivo durante le varie edizioni del Projekt Revolution 2007. Il 4 dicembre 2008 venne pubblicato l'ottavo disco MMM...Cookies - Sweet Hamster Like Jewels from America!, contenente sei inediti incisi da Bennington e Shinoda che si discostano notevolmente dal loro genere abituale; a Natale dello stesso anno i Linkin Park regalarono ai membri il download gratuito del brano strumentale Lockjaw, realizzato da Shinoda e da Bourdon per testare il programma Pro Tools 8. Il 3 dicembre 2009 uscì LP Underground 9: Demos, contenente nove demo (tra cui l'inedita Across the Line) registrate durante le fasi di registrazione dei tre album Hybrid Theory, Meteora e Minutes to Midnight. Questa fu la prima edizione che venne resa disponibile sia per il download immediato che nel formato vinile.
Per commemorare i dieci anni dalla nascita del fan club, il 20 agosto 2010 venne pubblicato digitalmente A Decade Underground, contenente gli stessi brani di Songs from the Underground con l'aggiunta di Across the Line e Pretend to Be; il 4 novembre uscì LP Underground X: Demos, contenente dieci demo registrate tra il 1997 e il 2010. Il 15 novembre 2011 uscì Underground Eleven, contenente anch'esso dieci demo registrate tra le sessioni di Hybrid Theory e quelle di A Thousand Suns, tra cui quelle di In the End e What I've Done. Il 16 novembre 2012 venne pubblicato Underground 12, comprensivo di otto demo inedite e quelle di Points of Authority e di Forgotten (brani entrambi presenti nel primo album Hybrid Theory).
Verso la fine di luglio 2013 è stato annunciato che la successiva edizione dei dischi pubblicati dal fan club, intitolata Underground XIII, avrebbe contenuto anche due brani composti da due fan statunitensi iscritti al fan club in occasione di un contest lanciato dai Linkin Park, i quali avrebbero collaborato con gli artisti vincitori. I vincitori sono stati Ryan Giles e il gruppo rock alternativo Beta State. Il 14 novembre è stata rivelata la data di pubblicazione, fissata al 18 novembre, e resa disponibile per l'ascolto una demo di I'll Be Gone, brano presente in Living Things.
Il 21 novembre 2014 è stato pubblicato Underground XIV, costituito da dieci demo realizzate tra il 2002 e il 2009 (tra cui una demo del singolo Breaking the Habit cantata da Shinoda). Il 25 novembre 2015 è uscito Underground 15, contenente sei demo su CD ed altre sei, pubblicate bimestralmente, rese disponibili per il download gratuito presso il loro sito. L'anno seguente è stata la volta di Underground Sixteen, contenente dieci demo, tra cui quelle dei singoli The Catalyst e Bleed It Out.

## Formazione
Attuale
- Mike Shinoda – voce, chitarra ritmica, tastiera, campionatore (1996-presente)
- Brad Delson – chitarra solista, cori, sintetizzatore occasionale (1997-presente)
- Dave "Phoenix" Farrell – basso, cori, chitarra e sintetizzatore occasionali (1997-1999, 2000-presente)
- Joe Hahn – giradischi, campionatore, programmazione, sintetizzatore, cori (1997-presente)
- Emily Armstrong – voce, chitarra occasionale (2024-presente)
- Colin Brittain – batteria, chitarra, cori (2024-presente)

Turnisti
- Alex Feder – chitarra solista, cori (2024-presente)

Ex componenti
- Dave Garrett – basso (1997) (quando il gruppo si chiamava Xero)
- Mark Wakefield – voce (1996-1998) (quando il gruppo si chiamava Xero)
- Kyle Christener – basso (1999) (quando il gruppo si chiamava Hybrid Theory)
- Chester Bennington – voce, chitarra occasionale (1999-2017)
- Rob Bourdon – batteria, percussioni, cori (1997-2024)

Ex turnisti
- Scott Koziol – basso (1999-2000)
- Benjamin Chandler – chitarra solista (2014, 2015)
- Warren Willis – giradischi, campionatore, programmazione, sintetizzatore (2015)

## Discografia

### Album in studio
- 2000 – Hybrid Theory
- 2003 – Meteora
- 2007 – Minutes to Midnight
- 2010 – A Thousand Suns
- 2012 – Living Things
- 2014 – The Hunting Party
- 2017 – One More Light
- 2024 – From Zero

### Album dal vivo
- 2003 – Live in Texas
- 2008 – Road to Revolution: Live at Milton Keynes
- 2012 – Hybrid Theory Live Around the World
- 2012 – Meteora Live Around the World
- 2012 – Minutes to Midnight Live Around the World
- 2012 – A Thousand Suns Live Around the World
- 2017 – One More Light Live

### Raccolte
- 2008 – Songs from the Underground
- 2010 – A Decade Underground
- 2013 – Studio Collection
- 2023 – Lost Demos
- 2024 – Papercuts - Singles Collection 2000-2023

### Album di remix
- 2002 – Reanimation
- 2013 – Recharged

## Tournée
- 2000-01 – Hybrid Theory Tour
- 2002 – Projekt Revolution Tour 2002
- 2003 – LP Underground Tour
- 2003-04 – Meteora World Tour
- 2006 – Japan Tour
- 2007-09 – Minutes to Midnight World Tour
- 2010-11 – A Thousand Suns World Tour
- 2012 – European Tour 2012
- 2012 – Honda Civic Tour
- 2012-13 – Living Things World Tour
- 2014 – Carnivores Tour
- 2014-15 – The Hunting Party Tour
- 2017 – One More Light World Tour
- 2024-25 – From Zero World Tour

## Riconoscimenti
American Music Award
- 2003 – Miglior gruppo alternativo
- 2004 – Miglior gruppo alternativo
- 2007 – Miglior gruppo alternativo, miglior gruppo pop/rock
- 2008 – Miglior gruppo rock alternativo
- 2012 – Miglior gruppo rock alternativo
- 2017 – Miglior gruppo rock alternativo

Billboard Music Award
- 2001 – Miglior artista rock[247]
- 2024 – Miglior artista hard rock[248]
- 2024 – Miglior duo/gruppo rock[248]

BMI POP Award
- 2009 – Canzone più trasmessa da emittenti radiofoniche e televisione per Shadow of the Day

Echo
- 2002 – Miglior artista/gruppo internazionale
- 2008 – Miglior gruppo internazionale
- 2011 – Miglior gruppo rock alternativo internazionale
- 2013 – Miglior gruppo rock alternativo internazionale

Emma Award
- 2001 – Miglior artista straniero dell'anno

Grammy Award
- 2002 – Miglior artista esordiente
- 2002 – Migliore interpretazione hard rock per Crawling
- 2006 – Migliore collaborazione rap per Numb/Encore (con Jay-Z)

Guys Choice Award
- 2008 – Band più tosta

iHeart Radio Music Award
- 2018 – Album rock dell'anno per One More Light[250]
- 2024 – Brano rock dell'anno per Lost[251]
- 2025 – Album rock dell'anno per From Zero[252]

Kerrang! Awards
- 2001 – Miglior nuovo artista internazionale
- 2003 – Miglior gruppo internazionale
- 2009 – Classic Songwriter Award

K-Rock Award
- 2003 – Miglior canzone per Faint

MTV Asia Award
- 2002 – Miglior esordio
- 2003 – Miglior video per Pts.of.Athrty
- 2003 – Miglior artista alternativo
- 2004 – Miglior video per Breaking the Habit
- 2004 – Miglior artista rock
- 2008 – Miglior artista internazionale in Asia

MTV Europe Music Awards
- 2002 – Miglior artista hard rock
- 2002 – Miglior gruppo
- 2004 – Miglior artista rock
- 2007 – Miglior gruppo
- 2009 – Miglior artista MTV World Stage
- 2010 – Miglior artista dal vivo
- 2011 – Miglior artista rock
- 2012 – Miglior artista rock
- 2013 – Miglior artista MTV World Stage
- 2014 – Miglior artista rock

MTV Game Award
- 2011 – Miglior canzone presente in un videogioco per Blackout (in FIFA 11)

MTV Video Music Awards
- 2002 – Miglior video rock per In the End
- 2003 – Miglior video rock per Somewhere I Belong
- 2004 – Miglior video scelto dal pubblico per Breaking the Habit
- 2008 – Miglior video rock per Shadow of the Day

MTV Video Music Brazil
- 2002 – Miglior video internazionale per In the End
- 2003 – Miglior video internazionale per Somewhere I Belong
- 2004 – Miglior video internazionale per Numb

MTV Video Music Awards Japan
- 2005 – Miglior video per Breaking the Habit
- 2005 – Miglior collaborazione per Numb/Encore (con Jay-Z)

MuchMusic Video Award
- 2004 – Miglior gruppo internazionale scelto dal pubblico per Numb
- 2008 – Miglior video di un gruppo internazionale per Bleed It Out

O Music Award
- 2013 – Miglior video interattivo per Lost in the Echo[111]

Radio Music Award
- 2004 – Artista dell'anno
- 2004 – Canzone dell'anno (Numb)

Rockbjörnen Award
- 2001 – Album straniero dell'anno per Hybrid Theory
- 2001 – Gruppo straniero dell'anno

Swedish Hit Music Award
- 2002 – Miglior artista rock straniero

Telehit Award
- 2012 – Miglior album rock internazionale per Living Things

VH1 Music Survey
- 2012 – Miglior gruppo del primo decennio del XXI secolo

World Music Award
- 2002 – Miglior gruppo rock
- 2003 – Miglior gruppo rock
- 2007 – Miglior gruppo rock

### Enciclopedie
- Tommaso Iannini, Nu metal, Firenze, Giunti, 2003, ISBN 88-09-03051-6. URL consultato il 20 giugno 2010.
- Riccardo Bertoncelli, Cris Thellung, Ventiquattromila dischi. Guida a tutti i dischi degli artisti e gruppi più importanti, Milano, Zelig, 2006, ISBN 978-88-6018-151-0.